# Битва при Вадимонском озере (283 до н. э.)
Битва при Вадимонском озере произошла в 283 году до н. э.
В ней сражались войска Рима против коалиции этрусков и галльских племён сенонов и бойев. Командующим римской армии был консул Публий Корнелий Долабелла. Римляне одержали победу в сражении.
Согласно Аппиану и Диону Кассию, кампания Долабеллы против бойев продолжала его победы над галлами, начатые разгромом вождя сенонов Бритомара, который победил в 284 году до н. э. Метелла Дентера.